# Taiz
Taiz ali Taizz (arabsko تعز) je mesto v Jemenskem višavju uro vožnje od slavnega pristanišča Moka ob Rdečem morju. Mesto stoji na nadmorski višini 1.400 m ob vznožju gore Sabir (Jabal al-Saber), visoke 3.600 m. V preteklosti je bil ena od prestolnic Jemna, sedaj pa je s približno 600.000 prebivalci za prestolnico Sano in pristaniščem Aden tretje največje mesto v državi in upravno središče Mahufaze (province) Taiz, ki ima 2.402.569 prebivalcev. V času, ko je bil v Jemnu še mir, je bil kulturno središče države.
Med jemensko revolucijo leta 2011 je bil v bližini mesta spopad med podporniki in nasprotniki Ali Abdulaha Saleha, v kateri so zmagali uporniki. Od začetka jemenske državljanske vojne leta 2015 je Taiz prizorišče stalnih spopadov med hutijci in vladnimi silami Abd Rabbuha Mansurja Hadija.

## Zgodovina
Mesto je v pisnih virih prvič omenjeno v 12. stoletju med vladavino mameluškega sultana Turan šaha, brata slavnega vojskovodje Saladina. Turan šah je vladal osnoval Ajubidsko dinastijo, ki je vladala v severnem Jemnu. Njegova prva prestolnica je bil Zabid, dokler je ni leta 1173 preselil v višje ležeči in bolj primeren Taiz. Ajubidski vladar Taktakin je obnovil mestno obzidje.
Ajubide so nasledili Rasulidi, ki so vladali od leta 1229 do 1454, Rasulide pa Tahiridi (1454-1516), ki so okoli leta 1500 prestolnico preselili v Sano. Okoli leta 1330 je Taiz obiskal slavni maroški svetovni potnik Ibn Batuta in ga opisal kot enega najlepših mest v Jemnu.
Taiz so leta 1546 osvojili Turki in z manjšimi prekinitvami v njem vladali do leta 1918. Drugi kralj Mutavekljijskega kraljestva Jemen imam Ahmed Ibn Jahja je leta 1948 svojo rezidenco premestil iz Sane v Taiz, ki je s tem spet postal glavno mesto Severnega Jemna. V tistem času je imel Taiz še vedno videz srednjeveškega mesta, ker je bila gradnja omejena na prostor znotraj mestnega obzidja. Ibn Jahja je dovolil gradnjo tudi izven mesnega obzidja in mesto se je začelo širiti.
Mesto je bilo znano po veliki judovski četrti (šarab), v kateri so bili rojeni številni kabalistični svečeniki. Četrt je bila ustanovljena leta 130 in bila živa do 1940. let, ko so se preostali Judje preselili v Izrael.

## Glavne znamenitosti
Mesto ima za jemenske razmere veliko parkov, zanimivih starih mestnih četrti s hišami, grajenimi večinoma iz rjave opeke, in mošej, ki so običajno bele. Najbolj znane mošeje so Ašrafija (13. stoletje), Muktabija in Mudhafar. Nad mestom je na 450 m visoki strmi vzpetini stara citadela z imamovo palačo. Gora Sabir je ena od najbolj slavnih v Jemnu. Z njenega vrha je čudovit pogled na mesto. V mestu deluje stara muslimanska verska šola (medresa), ki ima status univerze.

## Podnebje
Taiz ima tropsko savansko podnebje, ki je zaradi velike nadmorske višine rahlo bolj zmerno. Povprečna dnevna temperatura v avgustu je 33 °C. Letna količina padavin je približno 600 mm, na gori Sabir pa verjetno 1000 mm.
| Podnebni podatki za Taiz                   | Podnebni podatki za Taiz | Podnebni podatki za Taiz | Podnebni podatki za Taiz | Podnebni podatki za Taiz | Podnebni podatki za Taiz | Podnebni podatki za Taiz | Podnebni podatki za Taiz | Podnebni podatki za Taiz | Podnebni podatki za Taiz | Podnebni podatki za Taiz | Podnebni podatki za Taiz | Podnebni podatki za Taiz | Podnebni podatki za Taiz |
| Mesec                                      | Jan                      | Feb                      | Mar                      | Apr                      | Maj                      | Jun                      | Jul                      | Avg                      | Sep                      | Okt                      | Nov                      | Dec                      | Letno                    |
| ------------------------------------------ | ------------------------ | ------------------------ | ------------------------ | ------------------------ | ------------------------ | ------------------------ | ------------------------ | ------------------------ | ------------------------ | ------------------------ | ------------------------ | ------------------------ | ------------------------ |
| Povprečna visoka temperatura °C            | 24.3                     | 26.4                     | 27.9                     | 28.3                     | 29.0                     | 31.3                     | 32.5                     | 31.7                     | 31.3                     | 31.1                     | 27.6                     | 26.1                     | 29.0                     |
| Povprečna nizka temperatura °C             | 11.1                     | 13.3                     | 16.3                     | 18.8                     | 19.5                     | 19.9                     | 20.2                     | 19.1                     | 17.8                     | 16.9                     | 15.7                     | 13.9                     | 16.9                     |
| Povprečna količina dežja mm                | 9                        | 12                       | 37                       | 68                       | 89                       | 73                       | 60                       | 89                       | 110                      | 91                       | 17                       | 5                        | 660                      |
| Vir 1: Hydrological Sciences               |                          |                          |                          |                          |                          |                          |                          |                          |                          |                          |                          |                          |                          |
| Vir 2: Journal of Environmental Protection |                          |                          |                          |                          |                          |                          |                          |                          |                          |                          |                          |                          |                          |

## Gospodarstvo
Taiz in njegova okolica imata zaradi visoke lege več padavin kot pokrajine ob morju, zato njegovo gospodarstvo temelji predvsem na kmetijstvu. Znan je po pridelavi kakovostne kave, opojnega etiopskega čaja kat, sadja in zelenjave. V mestu so razvite tradicionalne obrti, predilnice bombaža in tkalnice, strojarne in zlatarske delavnice. Sir iz Taiza je zelo cenjen po vsem Jemnu. V mestu je tovarna aluminija, peciva in brezalkoholnih pijač.

## Transport
Taiz je cestno križišče Severnega Jemna, zato je dobro povezan z vsemi večjimi mesti v državi. Mesto ima tudi mednarodno letališče Ta'izz International Airport.